# Silla por la paz

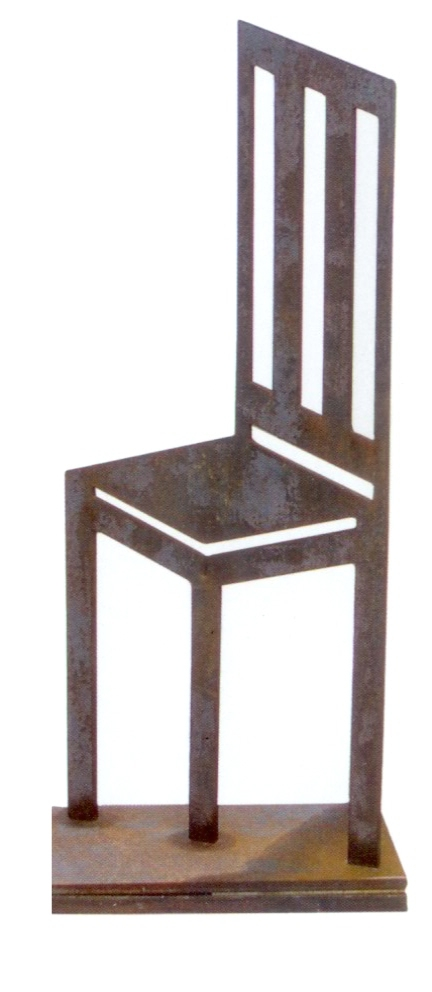
Silla por la Paz, autor Duván López

La Silla por la Paz (en catalán la Cadira per la Pau ') es una escultura en acero realizada en el año 2003 por Duvan López. Desde el año 2017 la escultura es el emblema de la Schengen Peace Foundation.
Existen varias Sillas por la Paz instaladas. En Besalú (Gerona, España), dentro de uno de los parques naturales que rodean el río Fluviá. En Palafrugell (Gerona, España), en el Museo Can Mario de la Fundación Vilacasas y en Quimbaya (Quindío, Colombia). 
La creación de la escultura está relacionada con el episodio de “la silla vacía” que se produjo durante los Diálogos de Paz, un evento importante en la historia de Colombia. La obra crea una ilusión óptica y rompe con el concepto tridimensional del volumen. 
Desde el año 2017, una edición especial de 30 centímetros se entrega a los laureados de los Premios por la Paz, otorgados por la Schengen Peace Foundation.  